# Andoljšek
Andoljšek  je priimek v Sloveniji, ki ga je po podatkih Statističnega urada Republike Slovenije na dan 1. januarja 2010 uporabljalo 295 oseb in je med vsemi priimki po pogostosti uporabe uvrščen na 1.332. mesto.

## Znani nosilci priimka
- Ivan Andoljšek (1909 - 1992), organizator šolstva in pedagoški pisec
- Marija Andoljšek, arhitektka
- Janez Andoljšek - Jejžov iz Hrovače, pisec zgodb in iger v ribniškem narečju
- Vladimir Andoljšek, kapitan bojne ladje voje mornarice Kraljevine Jugoslavije (po rodu Ribničan, načelnik podčastniške pomorske šole vezistov in signalistov)
- Žiga Andoljšek, ekonomist: informatik/statistik, prof. in dekan Fakultete za poslovne vede pri Katoliškem inštitutu, direktor stanovanjskega sklada RS